# Hallebune
Hallebune ist ein ausgestorbener Vertreter der Paarhufer und lebte während des Mittleren Eozäns vor rund 45 Millionen Jahren im heutigen Europa. Nachgewiesen ist er über wenige Gebissreste, die aus dem Geiseltal in Sachsen-Anhalt stammen. Er war ein Angehöriger der heute ausgestorbenen Familie der Choeropotamidae und gehört dadurch in eine nähere Verwandtschaft zu den heutigen Flusspferden. In seinem Habitus war Hallebune vergleichbar zu anderen frühen Paarhufern sehr klein.

## Merkmale
Hallebune stellt einen urtümlichen und kleinen Vertreter der Paarhufer dar, der nur über einige wenige Gebissreste bekannt ist. Diese umfassen die hintere Bezahnung sowohl des Ober- als auch des Unterkiefers. Dabei waren die Prämolaren und Molaren niederkronig (brachyodont) geformt und wiesen eine höckerig gestaltete Kauoberfläche mit charakteristischen Zahnschmelzbuckeln auf (bunodont). Die drei- bis viereckigen Prämolaren besaßen jeweils einen oder zwei Buckel, zudem war der letzte Prämolar äußerst langgestreckt. Die Molaren waren viereckig gestaltet und hatten im Oberkiefer fünf, im Unterkiefer dagegen vier Höcker, was Hallebune in die Nähe von Masillabune und Haplobunodon stellt. Die Größe der Molaren variierte von 4,2 beim ersten bis 5,2 mm beim letzten.

## Fossilüberlieferung
Hallebune ist ein sehr seltenes Faunenelement, das bisher nur aus der Oberen Mittelkohle des Geiseltales in Sachsen-Anhalt nachgewiesen ist. Insgesamt sind sieben Fragmente des Ober- und Unterkiefers bekannt, einschließlich einiger Milchzähne, die aus den Tagebauen Cecilie und Leo stammen. Die Funde datieren durch ihre Lage in der Oberen Mittelkohle in das Mittlere Eozän und sind etwa 45 Millionen Jahre alt.

## Systematik
Hallebune ist eine Gattung aus der ausgestorbenen Familie der Choeropotamidae. Die Gruppe wird durch bunoselenodonte Molaren und einer Lücke zwischen den ersten beiden Prämolaren gekennzeichnet. Aufgrund ihres charakteristischen Kaumusters der Mahlzähne galten sie ursprünglich als näher verwandt zu den Flusspferden (Hippopotamidae) einschließlich der Anthracotheriidae als deren potenzielle Vorläufer, wurden aber auch mit den Schweineartigen (Suina) in Verbindung gebracht. Die meisten Wissenschaftler fassen sie heute als einen Teil einer Gruppe früher Paarhufer auf, die im Paläogen im westlichen Eurasien endemisch verbreitet war und deren genaueren Beziehungen unklar sind. Innerhalb der Choeropotamidae stellt Hallebune einen sehr urtümlichen und kleinen Vertreter dar. Zu den nächsten Verwandten gehören Rhagatherium, Haplobunodon sowie Amphirhagatherium und Masillabune, die letzten drei sind ebenfalls durch Fossilfunde aus dem Geiseltal belegt. Ursprünglich wurde Hallebune aufgrund der fünfhöckerigen Oberkiefermolaren zu den Haplobunodontidae gestellt, neuere Untersuchungen vereinen diese allerdings mit den Choeropotamidae. Andere Autoren befürworten jedoch eine Aufteilung der Haplobunodontidae und der Choeropotamidae, wobei letztere dann Hallebune und Amphirhagatherium einschließen würden, erstere hingegen Haplobunodon.
Es ist nur eine Art bekannt: H. krumbiegeli. Die Gattung erhielt 1995 durch Jörg Erfurt und Jean Sudre auf Grundlage der Geiseltaler Funde ihre Erstbeschreibung. Der Holotyp (Exemplarnummer GMH Ce IV-3925) stellt ein Oberkieferfragment mit anhaftenden Molaren und den hintersten Prämolaren dar. Dieser ist Bestandteil der Geiseltalsammlung der Martin-Luther-Universität Halle-Wittenberg. Der Gattungsname Hallebune setzt sich aus dem Namen der Stadt Halle, in der sich die Geiseltalsammlung befindet, und dem griechischen Wort βουνόν (bounon „Hügel“) zusammen. Letzteres bezieht sich auf die typische Gestaltung der Molarenkauflächen. Der Artname krumbiegeli ehrt Günter Krumbiegel, der bis 1989 als Leiter der Geiseltalmuseums die Sammlung betreute.